# عربی بغدادی
عربی بغدادی یکی از گویش‌های زبان عربی است که در بغداد، پایتخت عراق بدان سخن گفته می‌شود. طی قرن اخیر، عربی بغدادی زبان میانجی و آموزشی عراق بدل گردیده‌است. این گویش یکی از شاخه‌های عربی عراقی است.
در شهر بغداد سه نوع لهجه عربی رایج است: عربی مسلمانان، یهودیان و مسیحیان. بغدادی مسلمانان به گروه جنوبی (گلت) و عربی یهودیان و مسیحیان به گروه شمالی (قلت) عربی عراقی تعلق دارد. عربی مسلمانان گونهٔ معیار عربی بغدادی است.
دو ویژگی روشن عربی مسلمانان بغداد استفاده از واژهٔ «اَنی» به جای «اَنا» (به معنای من) و افزودن پسوند «یچ» به فعل‌های دارای مفعول مؤنث است؛ مثلاً «من به تو گفتم» در این گویش به صورت «اَنی گیلیتلیچ» بیان می‌شود، درحالی که مثلاً در عربی موصلی این عبارت به صورت «اَنا قلتلکی» کاربرد دارد.
تا دههٔ ۱۹۵۰ عربی بغدادی دربرگیرندهٔ وام‌واژگان بسیاری از زبان‌های انگلیسی، ترکی استانبولی، فارسی و کردی بود. تا اوایل قرن بیستم که جمعیت بغداد کمتر از یک میلیون نفر بود، هر بخش از شهر بغداد دارای لهجهٔ منحصر به فرد خود بود؛ در دههٔ ۱۹۶۰ با رخداد مهاجرت‌های بسیار از جنوب، لهجه شهر به نوعی یکدست شد و برخی ویژگی‌های گویش روستاییان و وام‌واژگانی از عربی نوین معیار را به خود پذیرفت.